# 壽夢
壽夢（？—前561年），姬姓，《世本》作孰姑，《春秋·襄公十二年》载其名为乘，金文铭文作姑发难寿梦，去齊之子。前586年，去齊去世，他繼承了君位，吳國在此年有了紀年，而開始稱起王了。在位時間25年（前585年－前561年）。
寿梦二年时，楚国逃亡大臣巫臣自晋国出使吴国，教吴国用兵乘车，并令其子为吴国行人一职。吴国从此与中原相通，伐楚。寿梦十六年时楚共王伐吴，至衡山。寿梦有四个嫡子：诸樊、馀祭、餘眛、季札。寿梦在死时想传位给贤德的季札，季札推让不接受。于是寿梦讓兒子們以兄終弟及的方式，由長子诸樊開始，依次傳給馀祭、夷末，再傳到季札。

## 子女
- 吴王僚，壽夢的庶長子。春秋时期吴国第23任君主，後被其弟夷末之子公子光的刺客专诸刺殺。
- 諸樊，壽夢的嫡長子。春秋时期吴国第20任君主，进攻巢国国都的城门时中箭而死。
- 餘祭，壽夢的嫡次子。春秋时期吴国第21任君主。
- 蹶由，壽夢的兒子，餘祭的弟弟，春秋時吳國宗室。前537年，楚靈王率軍伐吳，餘祭派蹶由出使楚營。後楚國大敗，楚靈王狹蹶由回國以作為人質，長達15年滯楚時間。前523年，令尹子瑕勸說楚平王放回蹶由。
- 餘眛，壽夢的嫡三子。春秋时期吴国第22任君主。
- 季札。壽夢的嫡四子。餘眛去世时，想傳位於公子季札。季札避讓，逃去，僚继位為王。

- 掩餘，吴王僚的同母弟，吳王壽夢的庶子。
- 烛庸，吴王僚的同母弟，吳王壽夢的庶子。